# Палеогея
Палеогея (др.-греч. παλαιóς — древний, др.-греч. γῆ — Земля) — фаунистическое царство суши, занимающее главным образом тропические районы Восточного полушария.

## Общие черты
Для Палеогеи характерны группы животных древней фауны Гондваны — её Бразильско-Африканского континента: страусы, двоякодышащие рыбы, черепахи, хоботные, человекообразные обезьяны, хищники и другие.

## Районирование
В составе Палеогеи выделяют три фаунистические области, с характерными эндемичными таксонами:
- Эфиопская (Африка к югу от Сахары, южная часть Аравии и острова к западу от Африки): тенреки, жирафы, бегемоты, африканские страусы и другие;
- Мадагаскарская (остров Мадагаскар и Сейшельские, Амирантские, Коморские, Маскаренские острова): лемуры, тенреки, пастушковые куропатки и другие;
- Индо-Малайская (Южная Азия и большая часть островов между Азией и Австралией): шерстокрылы, долгопяты, гиббоны и другие.